# Arcadi Pla i Masmiquel
Arcadi Pla i Masmiquel (Gerona, 1945) es un arquitecto y profesor universitario español. Estudió arquitectura en la Universidad de Barcelona, licenciándose en 1969. Desde 1997 es profesor en la Universidad Ramon Llull. En 1995 fue galardonado con el Premio Nacional de Patrimonio Cultural por la restauración del Monasterio de Montserrat, y en 1999 con el Premio FAD por un edificio de viviendas de protección oficial en el barrio de Sant Ponç de Gerona, premio del que fue finalista en las ediciones de 1976, 1977, 1988, 1993, 1995, 1996 y 1998.